# Bruce Palmer
Bruce Palmer (Liverpool, 9 settembre 1946 – Belleville, 1º ottobre 2004) è stato un musicista canadese, noto anche per essere stato il bassista dei Buffalo Springfield, importante gruppo folk rock americano.

## Primi anni
Nato a Liverpool in Nuova Scozia, e cresciuto a Toronto, Palmer iniziò suonando in una band scolastica, che in seguito prese il nome di Robbie Lane & The Disciples. Poi fece parte del gruppo di ispirazione british Jack London & The Sparrows, che poco dopo l'abbandono di Palmer presero il nome di Steppenwolf.
Nel 1965 raggiunse The Mynah Birds e fu allora che Palmer incontrò Neil Young. Il gruppo, guidato dalla futura leggenda del funk Rick James, firmò con la Motown e fece alcune registrazioni prima di scoprire che James era stato richiamato dalla Marina per un anno. Il gruppo forzatamente si sciolse. Allora Young e Palmer intrapresero un leggendario viaggio verso Los Angeles a bordo di un carro funebre Pontiac di proprietà di Young nella speranza di incontrare Stephen Stills, un musicista folk giramondo con il quale Young aveva suonato per un breve periodo in Canada due anni prima.

## La fama con i Buffalo Springfield
In realtà Young e Palmer non avevano alcun recapito di Stills e dopo numerosi giorni di infruttuosa ricerca erano quasi sul punto di lasciar perdere per puntare verso nord a San Francisco. Casualmente, però, per uno dei più incredibili colpi di fortuna della storia del rock il loro veicolo incrociò a un semaforo l'auto sulla quale viaggiavano Stills e Richie Furay. Quest'ultimo riconobbe subito l'originale mezzo di trasporto di Neil Young, un carro funebre Pontiac del 1953. Nascevano così i Buffalo Springfield. Ai tre si aggiunse poco dopo il batterista Dewey Martin. La leggenda narra ancora che il nome Buffalo Springfield sia nato dal modello di un veicolo industriale che era fermo proprio nel punto in cui i tre si incontrarono sul Sunset Boulevard.
Gli Springfield ebbero un immediato impatto sulla scena musicale californiana per effetto sia della presenza scenica di Furay che per i duelli tra le lead guitar di Stills e Young. 
Dal vivo pezzi relativamente semplici come Bluebird e Mr. Soul venivano dilatati in epiche suite di oltre 10 minuti impreziosite dalle interminabili tessiture musicali dei due chitarristi.
Benché il basso di Palmer venisse messo in ombra dalla potenza sonora delle due lead guitar, il suo incessante lavoro ritmico evitava che le lunghe jam session (che sottolineavano sempre le forti differenze personali tra i due chitarristi) non degenerassero nelle sarabande musicali che caratterizzano la maggior parte delle jam session rock di ispirazione psichedelica dei tardi anni '60. In quel periodo gli Springfield ebbero un solo grande successo a livello nazionale, For What It's Worth (scritto e cantato da Stills), ma in California erano in grado di rivaleggiare con gruppi del calibro dei Byrds e dei Doors.
Palmer fu ben presto sedotto dalla prevalente cultura freak del periodo e fu arrestato in numerose occasioni per possesso di stupefacenti. Questi problemi legali, uniti alla sua predilezione per la lettura e lo studio di testi mistici, portarono gli altri membri del gruppo a isolarlo sempre di più. Nel 1967, in seguito all'ennesimo arresto per possesso di marijuana, Palmer fu espulso dagli USA. Venne rapidamente sostituito da un gruppo di bassisti che si esibivano a rotazione, tra essi Jim Fielder e Ken Koblum. Anche Young lasciò il gruppo per le tensioni con Stills, ma poco tempo dopo i Buffalo Springfield si esibirono nella loro più importante performance al Monterey Pop Festival dove Doug Hastings e David Crosby sostituirono Neil Young.
Nel periodo del rientro forzato a Toronto, tra gennaio e maggio 1967, Palmer si esibì per un breve periodo con gli "Heavenly Government".
In maggio Palmer rientrò negli Stati Uniti sotto le mentite spoglie di un uomo d'affari e si riunì alla band che con il ritorno di Young riprese ad esibirsi nella formazione originale. Tuttavia il suo contributo musicale fu molto scarso e il gruppo continuò a utilizzare al suo posto una miriade di session man. Nel frattempo Palmer continuò a collezionare un impressionante numero di arresti per possesso di stupefacenti. Nel gennaio 1968 Palmer fu rimosso dalla band e sostituito in modo ufficiale da Jim Messina. Nell'aprile 1968 il gruppo si sciolse, non prima di aver tenuto un ultimo trionfale concerto nella città che lo vide nascere, al Long Beach Sport Arena.

## The Cycle Is Complete
Sistemati in qualche modo i suoi problemi con la giustizia, Palmer tornò nell'estate 1969 per sole due settimane come bassista per Crosby, Stills, Nash & Young. Ma perseverava nell'abuso di stupefacenti come negli ultimi tempi dei Buffalo Springfield e le sue performance risultarono poco meno che disastrose. Così venne prontamente sostituito dal giovanissimo fenomeno della Motown Greg Reeves. Rientrato a Toronto, Palmer fece alcune brevi apparizioni con "Luke & The Apostles" nei primi mesi del 1970.
Nel 1971 Palmer pubblicò con la Verve Records il suo unico album da solista, The Cycle Is Complete. L'album consiste di quattro lunghe jam session, le tracce Alpha-Omega-Apocalypse, Oxo, Calm Before The Storm e Interlude, contenenti lunghe improvvisazioni che fondono jazz, rock psichedelico e ritmi percussivi in parte ispirati alle musiche tradizionali dei nativi americani. Tra i musicisti che collaborarono al disco vi sono quattro membri dei Kaleidoscope, un gruppo psichedelico dell'ambiente musicale di Los Angeles.
L'album, oggi acclamato dalla critica come uno dei dischi più originali e inclassificabili dell'epoca, fu un disastro commerciale e Palmer svanì dal mondo del business musicale, se si escludono alcune brevi apparizioni a Toronto con gruppi della scena locale.

## Ultimi anni
Nel 1982-1983 Palmer riapparve per suonare con il vecchio amico Neil Young in una sorta di "dream team" che riuniva alcuni membri di tutte le precedenti band cui Young aveva partecipato. Ma per suoi problemi con alcol e droghe anche questa esperienza per Palmer fu del tutto negativa rendendo difficile il rapporto con gli altri membri del gruppo. Come è riportato nella biografia di Neil Young Shakey, la sola cosa che trattenne Young dallo sparare al suo vecchio amico fu il lungo e intenso sodalizio che li legava fin dai primi anni 60.
Nel 1997 Palmer con gli altri componenti originari dei Buffalo Springfield è entrato a far parte della Rock and Roll Hall of Fame.
È morto per un attacco di cuore nel 2004, a Belleville in Ontario.

## Discografia solista
- 1971 - The Cycle Is Complete